# Salair (město)
Salair (rusky Салаир) je město v Kemerovské oblasti v Ruské federaci. Při sčítání lidu v roce 2010 měl přes osm tisíc obyvatel.

## Poloha
Salair leží v západní části střední Kuzněcké pánve ve východních výběžcích Salairského masivu mezi tokem Talmovaji, která město obtéká zhruba ze severu, a tokem Malé Talmovaji, které ho obtéká z jihu a východu. Od Kemerova, správního střediska oblasti, je vzdálen přibližně 200 kilometrů jihozápadně, od Belova přibližně 40 kilometrů jihozápadně a od Gurjevska, pod který správně spadá, přibližně deset kilometrů jihozápadně.
Jediná silnice ze Salairu vede do Gurjevsku, do kterého ze Salairu vede rovněž nákladní železniční trať pokračující do Belova, kde se napojuje na železniční trať z Novosibirsku do Novokuzněcka.

## Dějiny
V roce 1626 zde byla založena vesnice Salairskoje (Салаирское) zvaná také Salairka (Салаирка). Od osmdesátých let osmnáctého století zde začíná těžba stříbrné rudy. V roce 1941 se obec stává městem pod jménem Salair.